# Bodøi repülőtér
A Bodøi repülőtér (IATA: BOO, ICAO: ENBO) Norvégia egyik nemzetközi repülőtere, amely Bodø község közelében található. Éves utasforgalma 1 242 825 fő (2003).

## Futópályák
A repülőtér futópályái:
- 07/25 (2794 m, 45 m, aszfalt, beton)

## Forgalom
Az utasforgalom az elmúlt években az alábbi módon változott:
| Utasok száma | 1 444 237 | 1 275 229 | 1 329 843 | 1 519 837 | 1 611 869 | 1 730 656 | 1 733 330 | 1 831 407 | 985 014 | 1 639 469 |
|              | 2000      | 2002      | 2005      | 2007      | 2010      | 2012      | 2015      | 2017      | 2020    | 2022      |